# Leptacis limnocharis
Leptacis limnocharis är en stekelart som först beskrevs av Jean-Jacques Kieffer 1910.  Leptacis limnocharis ingår i släktet Leptacis och familjen gallmyggesteklar. Inga underarter finns listade i Catalogue of Life.